# Rafael Vinícius Losso
Rafael Vinícius Losso (Curitiba, 19 de fevereiro de 1978) é um ex-VJ, tendo exercido a função de apresentador da MTV Brasil de 2002 a 2006.
Rafael foi um dos vencedores do programa Caça VJ, juntamente com Léo Madeira, e passou a apresentar programas como Jornal da MTV, Banda Antes, Cliperama, Control Freak e Tribunal de Pequenas Causas Musicais. Losso também é bacharel em Direito pela Faculdade de Direito de Curitiba.
Após abandonar a televisão, continuou trabalhando na MTV por 4 anos, de 2007 a 2011, como diretor do Portal MTV. Também apresentou algumas matérias para o Notícias MTV.

## Filmografia

### Televisão
| Ano       | Televisão                            | Papel                   | Emissora   | Notas              |
| --------- | ------------------------------------ | ----------------------- | ---------- | ------------------ |
| 2002      | Caça VJ                              | Apresentador            | MTV Brasil | Teste de VJ da MTV |
| 2003-2005 | Jornal da MTV                        | Apresentador e Repórter | MTV Brasil |                    |
| 2004      | Cliperama                            | Apresentador            | MTV Brasil |                    |
| 2005      | Control Freak                        | Apresentador            | MTV Brasil |                    |
| 2006      | Tribunal de Pequenas Causas Musicais | Apresentador            | MTV Brasil |                    |
| 2006      | Banda Antes                          | Apresentador            | MTV Brasil |                    |